# Шахтикок
Шахтикок (на английски: Schaghticoke) е северноамериканско индианско племе образувано през 18 век от потомци на няколко малки алгонкински племена в Кънектикът. Повечето от тези потомци са наследници на западните племена на матабесиките като пекуанок, уиантинок, поугусет и потатук. По-късно към тях се присъединяват семейства от покумтук, мохеган и някои други матабесики.

## История
След 1637 г. английските селища в Нова Англия бързо напредват нагоре по река Кънектикат. Мощният съюз на англичаните и мохеганите бързо завладява малките племена в областта и поема контрол върху земите им. Лошото отношение и постоянните посегателства от страна на завоевателите принуждават много от западните племена на матабесиките да се присъединят към уапингър във войната им срещу холандските колонисти в долината на Хъдсън през 1643 г. Изправени пред пълно поражение, холандците молят за помощ английските колонисти в Кънектикът. Присъединяването на англичаните и мохеганите към холандците бързо слага обрат във войната. След приключването и през 1645 г., над 1600 уапингър и техни съюзници са убити.
Малките племена в западен Кънектикът, които сега са отслабени допълнително от войната вече не могат да се противопоставят на англичаните и мохеганите. Постепенно земите им са отнемани от мохеганите и са продавани на англичаните. Останали без земя отделни групи започват да се изместват на запад към река Хусатоник, където по-късно са абсорбирани от поугусет и други племена живеещи там.
С изключение на няколко войни от подунк, матабесиките като цяло не взимат участие във Войната на крал Филип през 1675 г. В резултат на този конфликт много от племената в южна Нова Англия напълно изчезват или напускат региона. След 1680 г. само около 1000 матабесики общо остават да живеят в Кънектикът. Повечето от тях са съсредоточени в района на река Хусатоник, където до известна степен са защитени от напредването на цивилизацията до 1700 г. До 1750 г. постоянните посегателства от страна на заселниците принуждават много от тях да се изселят. Някои отиват на север, а други на запад. Останалите матабесики в Кънектикът са затворени в 3 резервата – Голдън Хил, Търки Хил и Ноугатук.

## Формиране на шахтикок
През 1731 г. голяма група християни от племената пекуанок и поугусет напускат резервата Ноугатук и се преместват в старо село на уиантинок на река Хусатоник в северозападен Кънектикът. Това село впоследствие става известно под името Шахтикок. През следващите години то става убежище за християните от западните племена на матабесиките (поугусет, пекуанок, потатук и уиантинок), както и за някои покумтуки. Това ново смесено племе започва да се нарича племето шахтикок. От 1740 г. племето вече наброява над 600 души и през 1752 г. Кънектикът официално създава резервата Шахтикок (2500 акра) за племето.

## Шахтикок днес
През годините след 1752 г., земята на резервата постоянно намалява, за да достигне до днешните 400 акра. В началото на 21 век шахтикок има над 300 записани членове и води дела за възстановяване на първоначалния размер на резервата, както и за федерално признаване.